# Хайнрих фон Вианден
Хайнрих фон Вианден (на немски: Heinrich von Vianden; † сл. 1351) е граф на Графство Вианден.

## Произход
Той е син на граф Готфрид I фон Вианден († 1307/1310) и първата му съпруга Алайдис ван Ауденаарде († 1305), дъщеря на Жан ван Ауденаарде († 1293/1294) и Матилда де Крецк († сл. 1296). Правнук е на граф Хайнрих I фон Вианден, маркграф на Намюр († 1252), и Маргьорит дьо Куртене-Намюр († 1270). Роднина е на Хайнрих I († 1267) епископ на Утрехт, и на Матилда, омъжена за Йоан Ангел, син на император Исаак II и Мария Унгарска. Брат е на граф Филип II фон Вианден († 1315/1316), и Маргарета фон Вианден († 1336), омъжена за граф Хайнрих от Фландрия-Нинхофен-Лоди († 1336). Полубрат е на Йохан († 1351), каноник в Реймс и Кьолн, и на Лудгарда фон Вианден († сл. 1345), омъжена за Вернер фон Доле и за Йохан III де Зомбрефе († 1354).

## Фамилия
Хайнрих фон Вианден се жени за Аделхайд фон Фалкенбург († 1332), дъщеря на Райнолд I фон Фалкенбург-Моншау († 1333) и Мария ван Боутерсем († 1317). Бракът е бездетен.